# Takélot (grand prêtre de Ptah)
Pour les articles homonymes, voir Takélot.
Takélot, est un grand prêtre de Ptah de Memphis pendant la XXIIe dynastie.

## Généalogie
Fils du grand prêtre de Ptah Sheshonq il est donc le petit-fils d'Osorkon II et le neveu de Takélot II. Son père le nomme grand chef des Mâ ce qui équivaut au rang de général des armées et fait de lui un personnage puissant du royaume sheshanqide. Ce faisant il assure à la famille royale le contrôle de la région memphite et de ses richesses.
Deux hypothèses sont possibles concernant la période de sa prise de fonction en tant que grand prêtre memphite, selon la place d'un autre grand prêtre de Ptah qui pourrait l'avoir précédé directement ou bien avoir précédé Sheshonq, son père :
- Dans l'hypothèse admise généralement du règne de Takélot II, à la mort de son père c'est un autre dignitaire, Mérenptah, qui est nommé grand pontife de Memphis par le roi. Les liens entre les deux personnages ne sont pas clairs et il semble que ce soit Osorkon II qui ait nommé Mérenptah, Takélot étant probablement alors trop jeune pour prendre la tête du temple de Ptah[3]. Ce n'est qu'à la disparition de ce dernier que Takélot est intronisé à cette place éminente du clergé égyptien, sous le règne de son cousin Sheshonq III qui succède à Takélot II sur le trône d'Horus.
- Mérenptah est en fait le grand prêtre de Ptah qui a exercé ses fonctions sous le règne de Takélot Ier, père d'Osorkon II. Il aurait succédé à la lignée de Chedsounéfertoum dont les descendants occupaient la charge sous les règnes précédents d'Osorkon Ier et de Sheshonq Ier, et marquerait la transition entre cette dernière famille et celle de Takélot, petit-fils d'Osorkon II. L'ordre de succession des grands prêtres devient alors cohérent chronologiquement, Takélot succédant directement à son père Sheshonq.

Quoi qu'il en soit, il poursuit l'œuvre de son père à Memphis et procède probablement à l'intronisation d'un nouvel Apis au début du règne de Sheshonq III.
Takélot épouse une demi-sœur de son père, Tjesbastperet, avec laquelle il a un fils Padiiset qu'il nommera également grand chef des Mâ  et une fille Djedbastetesânkh qui épousera le pharaon Sheshonq III. À sa mort Padiiset deviendra lui-même grand prêtre de Ptah.

## Sépulture
Découvert et fouillé en 1942 par Ahmed Badawy, le tombeau de Takélot avait été identifié non loin de celui de son père Sheshonq dans une nécropole princière installée dans l'enceinte du grand temple de Ptah de Memphis. Plus d'une centaine d'oushebtis y ont été retrouvés parmi d'autres restes du viatique funéraire qui accompagnait Takélot dans son voyage vers l'autre monde.